# Niinivaara (Joensuu)
Pour les articles homonymes, voir Niinivaara (homonymie).
Niinivaara est l'un des plus grands quartiers de Joensuu en Finlande. 

## Présentation
Le quartier est situé sur une haute colline éponyme qui culmine à 107 mètres d'altitude, à 1,5 kilomètre du centre-ville, de l'autre côté de la rivière Pielisjoki.
Le campus des services de santé et des services sociaux de l'université des sciences appliquées de Carélie du Nord est installé à Tikkarinne.
Le campus  des filières techniques et commerciales de l'université des sciences appliquées de Carélie du Nord est aussi situé à Niinivaara.

## Galerie

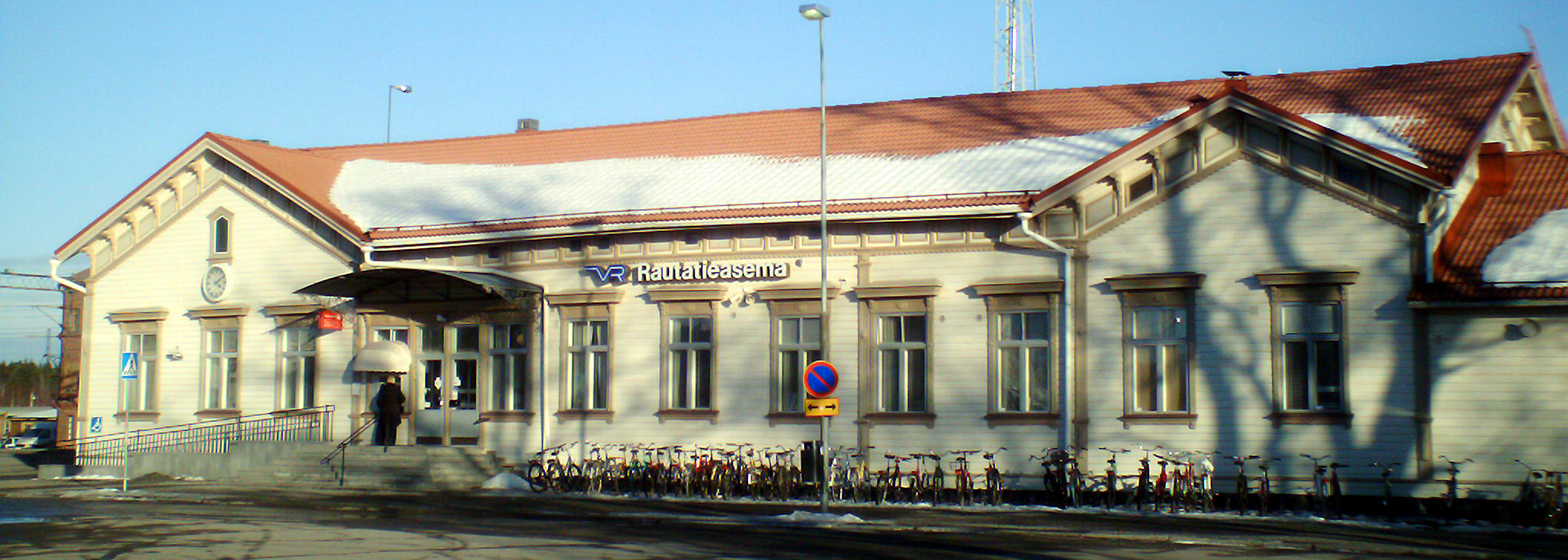
Gare de Joensuu
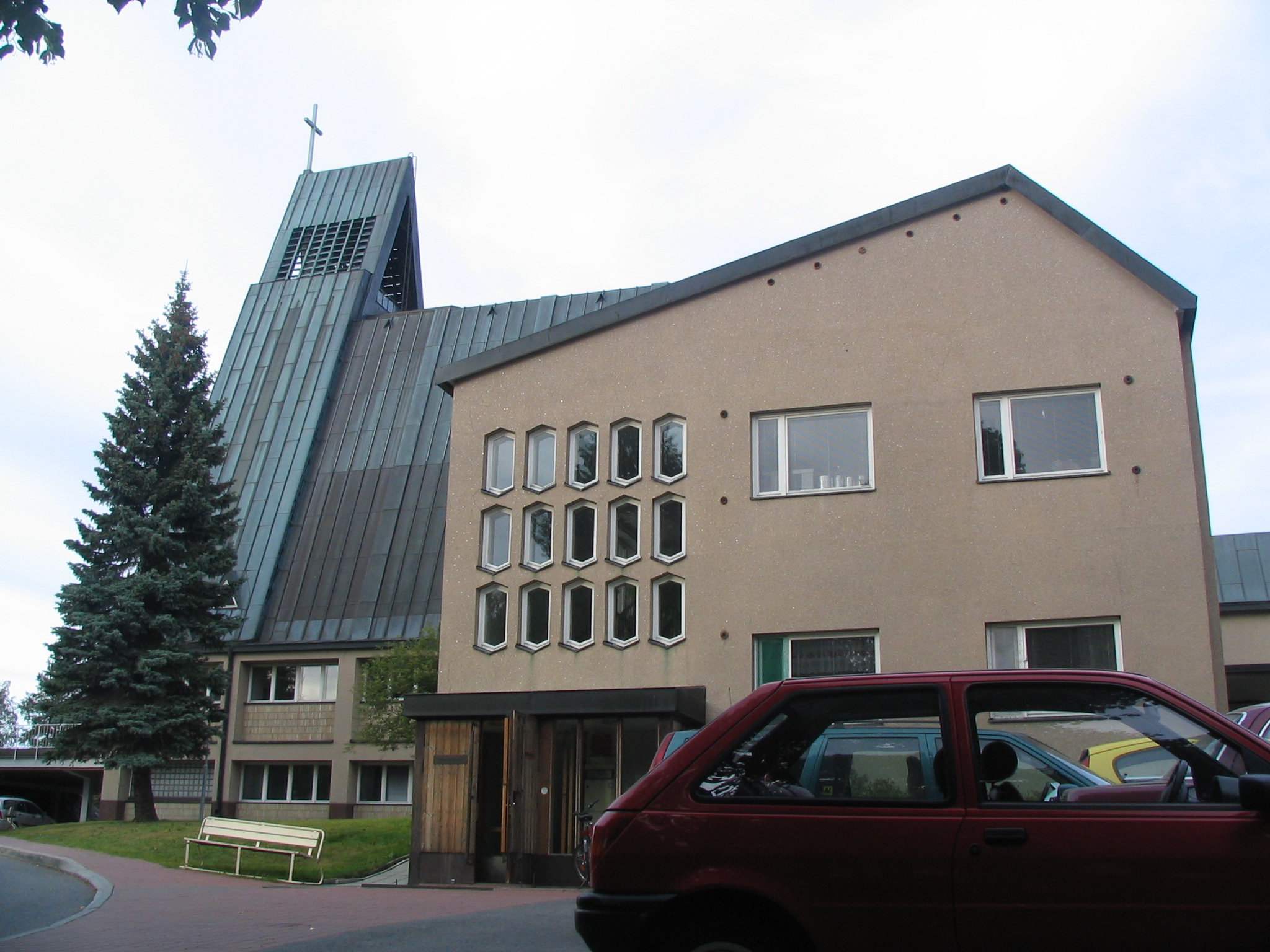
Église de Pielisensuu
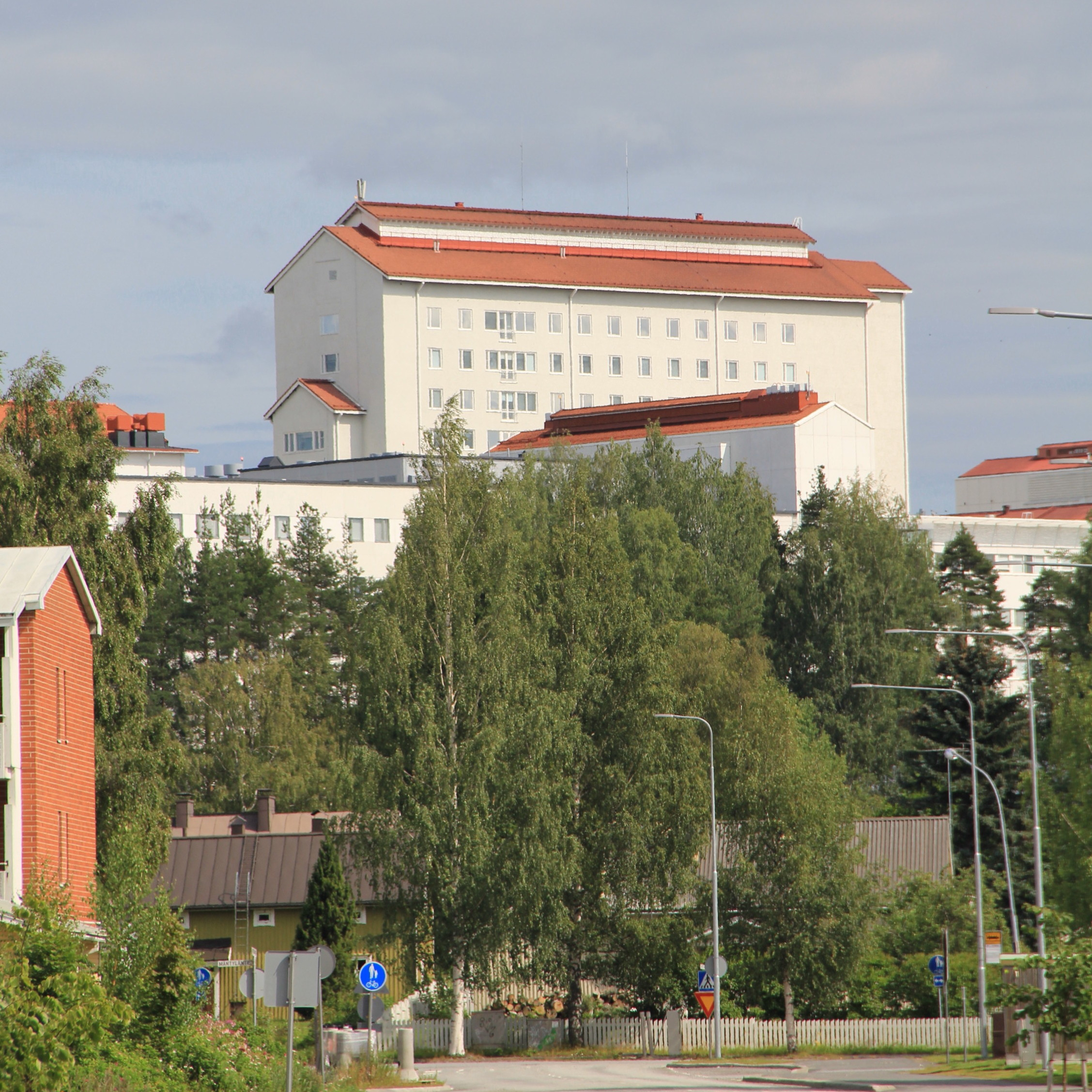
Hôpital central de Carélie du Nord